# Opferhain von Halahult
Der Opferhain von Halahult (schwedisch Halahults Offerlund) liegt in einem Wäldchen bei Halahult, rund 20 Kilometer nordöstlich von Karlshamn in Blekinge in Schweden.
Auf einer natürlichen Terrasse an einem Hang befindet sich ein unregelmäßiger Kreis aus fünf massiven Felsblöcken. Jeder Stein weist eingehauene, bildliche eckige oder runde schälchenförmige Eintiefungen oder Runen auf. Unter den Motiven sind ein Pfotenabdruck, eine menschliche Fußsohle (schwedisch Fötter utanför) und das Unterteil einer Handmühle. Die Runen stammen aus dem 13. und 14. Jahrhundert.
Nach der Überlieferung wurden hier noch im 17. Jahrhundert Opfer dargebracht. Man geht nicht davon aus, dass es sich um einen Opferplatz aus heidnischer Zeit handelt, aber es ist eine bemerkenswerte kulturhistorische Stätte, die seit 1988 unter Schutz steht.

Opferhain von Halahult
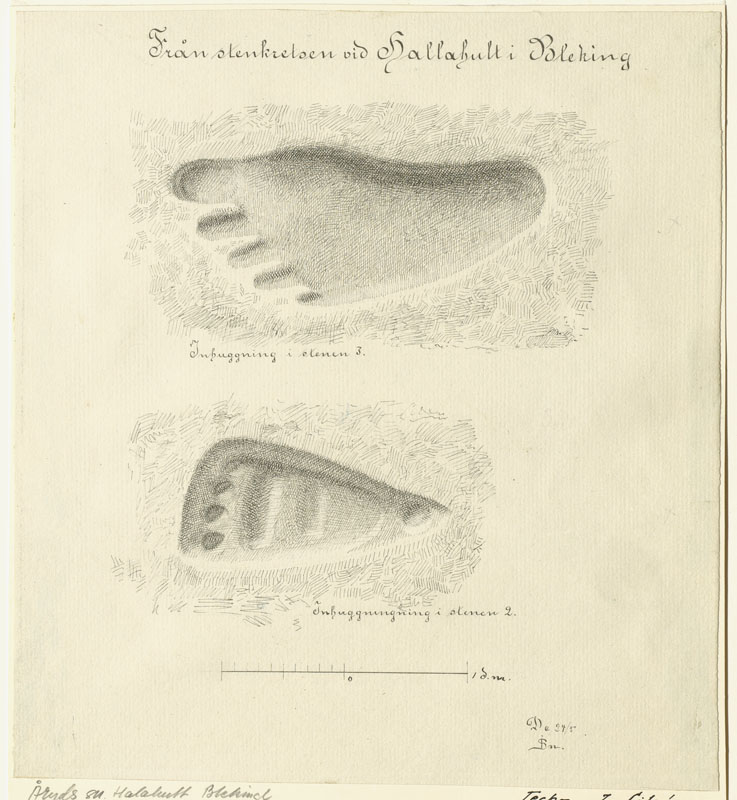
Fußsohle
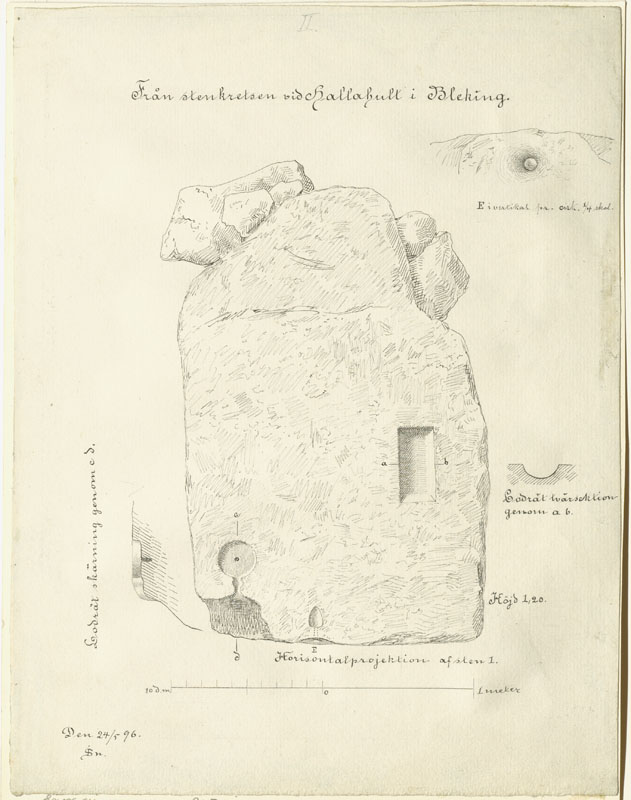
Eintiefungen
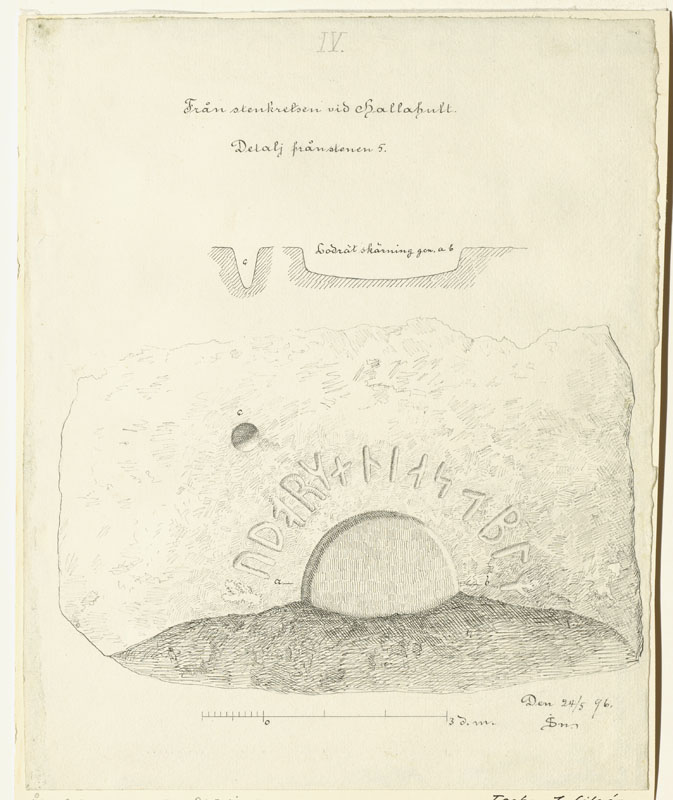
Runen